# Leptochiton ater
Leptochiton ater är en blötdjursart som beskrevs av Saito 1997. Leptochiton ater ingår i släktet Leptochiton och familjen Leptochitonidae. Inga underarter finns listade i Catalogue of Life.